# Ніягама (підрозділ окружного секретаріату)
Підрозділ окружного секретаріату Ніягама — підрозділ окружного секретаріату округу Галле, Південна провінція, Шрі-Ланка. Складається з 34 Грама Ніладхарі.